# Bob Arnzen
Robert Louis "Bob" Arnzen (Covington, Kentucky, 3 de noviembre de 1947), es un exjugador de baloncesto y béisbol estadounidense que disputó tres temporadas en la ABA y una más en la NBA. Con 1,96 metros de estatura, jugaba en la posición de alero.

## Trayectoria deportiva

### Universidad
Jugó durante tres temporadas con los Fighting Irish de la Universidad de Notre Dame, anotando 1.665 puntos, la décima mejor marca de la historia de la universidad. Lideró al equipo en anotación en 1967, promediando 21,4 puntos por partido, y en rebotes en 1969, promediando 11,6.

### Profesional
Fue elegido en el puesto 103 del Draft de la NBA de 1969 por Detroit Pistons, y también por los New York Nets en la segunda ronda del draft de la ABA, firmando por estos últimos. Allí jugó 13 partidos, en los que promedió 3,1 puntos y 1,7 rebotes, antes de ser despedido.
En 1970 ficha como agente libre por los Cincinnati Royals de la NBA, donde juega su mejor temporada como profesional, promediando 5,5 puntos y 2,8 rebotes por partido.
Al año siguiente regresa a la ABA para fichar por los Indiana Pacers, donde en su primera temporada lograría su único anillo de campeón, derrotando en la final a los Kentucky Colonels por 4-3, con Arnzen promediando 2,0 puntos y 1,0 rebotes por partido. Jugó una temporada más con los Pacers antes de retirarse definitivamente.
En el mismo tiempo, Arnzen jugó en las Ligas Menores de Béisbol por los Gulf Coast Expos (1969), West Palm Beach Expos (1969–71), Winnipeg Whips (1971), Québec Carnavals (1972), y Península Whips (1972).

## Estadísticas de su carrera en la NBA
|  | Denota temporadas en las que fue Campeón de la ABA |

### Temporada regular
| Año         | Equipo           | PJ  | PT | MPP  | %TC  | %3P   | %TL  | RPP | APP | ROB | TPP | PPP |
| ----------- | ---------------- | --- | -- | ---- | ---- | ----- | ---- | --- | --- | --- | --- | --- |
| 1969-70     | New York (ABA)   | 13  |    | 7.5  | .396 | –     | .333 | 1.7 | .4  |     |     | 3.1 |
| 1970-71     | Cincinnati (NBA) | 55  |    | 10.8 | .462 | –     | .865 | 2.8 | .4  |     |     | 5.5 |
| 1972-73†    | Indiana (ABA)    | 23  |    | 4.8  | .526 | .000  | .750 | 1.0 | .1  |     |     | 2.0 |
| 1973-74     | Indiana (ABA)    | 20  |    | 7.5  | .500 | 1.000 | .778 | 1.0 | .2  | .2  | .1  | 2.8 |
| Total (ABA) | Total (ABA)      | 56  |    | 6.4  | .470 | .200  | .652 | 1.2 | .2  | .2  | .1  | 2.5 |
| Total       | Total            | 111 |    | 8.6  | .465 | .000  | .800 | 2.0 | .3  | .2  | .1  | 4.0 |

### Playoffs
| Año      | Equipo        | PJ | PT | MPP | %TC  | %3P  | %TL   | RPP | APP | ROB | TPP | PPP |
| -------- | ------------- | -- | -- | --- | ---- | ---- | ----- | --- | --- | --- | --- | --- |
| 1972-73† | Indiana (ABA) | 7  |    | 1.9 | .500 | .000 | 1.000 | .0  | .0  |     |     | 1.0 |
| Total    | Total         | 7  |    | 1.9 | .500 | .000 | 1.000 | .0  | .0  |     |     | 1.0 |